# S'inkazza (Questa casa non è un albergo)
S'inkazza (Questa casa non è un albergo) è una canzone degli 883.

## Descrizione
È il terzo singolo estratto dall'album Hanno ucciso l'Uomo Ragno, del 1992 e tratta del rapporto tra figlio e genitore, focalizzandosi sui dissensi che spesso si manifestano in età adolescenziale. Il brano è contenuto anche in Remix '94 e TuttoMax. Nell'album Hanno ucciso l'Uomo Ragno 2012 la canzone è reinterpretata insieme a Ensi, mentre nella raccolta Max Forever Vol.1 ne è stata inserita una versione inedita.

## Tracce
1. S'Inkazza (Questa casa non è un albergo) (Fargetta remix)
2. S'Inkazza (Questa casa non è un albergo) (Album version)
3. S'Inkazza (Questa casa non è un albergo) (Pierpa & Didde remix)
4. S'Inkazza (Questa casa non è un albergo) (Disco version)